# Анджей Мокрський
Анджей Гончель-Мокрський (пол. Andrzej Honczel-Mokrski); 1598, Великопольща — початок 1649, Львів) — польський шляхтич, педагог, релігійний діяч, священик-єзуїт, а наприкінці життя латеранський канонік.

## Життєпис
У деяких гербівниках помилково приписують до шляхти гербу Єліта. Походив з дрібної шляхти сілезького походження, осілої в Остшешувському повіті. Після закінчення класів поетики, риторики 15 березня 1615 вступив до ордену єзуїтів у Кракові. У 1617—1620 студіював філософію в Каліші, тут слухав виклади математики Шимона Перовіуса. У 1620—1622 роках мав учительську практику у Львові (клас синтакси і поетики), у 1622—1623 — вчитель риторки в Луцьку. В 1623—1627 студіював богослов'я у Кракові, 1627 року висвячений на священика.
Викладав риторику в Познані (1627—1628), потім прослухав курс чернечого права в Ярославі. У 1629—1633 роках викладав у Каліші (зокрема, коментував праці Арістотеля), потім переїхав викладати на томістичній кафедрі в Познані. Вважався добрим знавцем «Суми» Томи Аквінського. Потім між ним та провінціялом виникла суперечка, можливо, щодо організації та управління жіночими згромадженнями; провінціял примусив знову відбути новіціят. Був позбавлений кафедри в Познані 1637 року.
Прибув до Кракова, де проявив себе як прекрасний проповідник. Близько листопада 1638 року мав промову на похороні князя Шимона Самуеля Санґушка (вийшла друком як «Pogonia żałobna», Вільнюс, 1639); мав добрі ораторську техніку, стиль (маньєризм). Завдяки отриманому покровительству впливових єзуїтів Литовської провінції був запрошений професором Віленської академії 1639 року. Викладав тут до 1641, невдовзі після прибуття став доктором богослов'я. В 1641—1643 був професором, проповідником академічного костелу святого Яна. Під час вшанування беатифікованого у 1643 році Йосафата Кунцевича за присутності короля Владислава IV Вази мав промову, отримав його визнання. В 1643—1644 — проканцлер Віленської академії. Навесні 1645 працював у колегіумі в Острозі, від осені — проповідник дому святої Варвари у Кракові.
1646 року покинув орден єзуїтів, вступив до ордену Святого Гробу Господнього у Мехові. Невдовзі покинув і їх, вступив до ордену латеранських каноніків у Тшемешному, де склав монаші обіти. Був проповідником короля Владислава IV. Восени 1648 був у Львові як посланець королевича Яна. Від міста Львова 11 і 12 жовтня був послом до Богдана Хмельницького, з яким склались стосунки, стверджував, що знає гетьмана «de facto i de facie»; можливо, якоюсь мірою спричинився до підтримки Б. Хмельницького кандидатури королевича Яна на престіл. Погодився вирушити до Варшави як його посланець, виїхав 7 листопада в товаристві сестринця Б. Хмельницького Лазарка. 11-12 листопада 1648 був послом козаків до обложених у Замості, переконав їх вступити в перемовини. 16 листопада разом із Захарієм Хмельницьким виїхав до Варшави з листами Б. Хмельницького до Яна ІІ Казимира, сенаторів; вручив їх 24 листопада. Після 11 грудня вирушив з відповіддю короля до гетьмана Богдана. За версіями:
- М. Єрліча: разом з Бжовським догнав Б. Хмельницького у Києві наприкінці грудня,
- Івана Крип'якевича: не доїхав до козацької України.

Помер у монастирі францисканців у Львові на початку 1649 року.
Автори статті в Польському біографічному словнику (1976 р.) вважають помилковим твердження Михайла Грушевського про навчання Б. Хмельницького в А. Мокрського в Львові; ймовірно, це відбулося в Луцьку в 1622—1623 роках.